# Kleinwusterwitz
Kleinwusterwitz ist ein Ortsteil der Stadt Jerichow im Landkreis Jerichower Land in Sachsen-Anhalt, Deutschland.

## Geografie
Der Ort liegt an der Landesstraße 34 zwischen Genthin und Rathenow im nördlichen Sachsen-Anhalt, er ist landwirtschaftlich geprägt und liegt inmitten von Feldfluren, Wiesen und Wäldern an der Stremme, die zum Einzugsgebiet der Havel gehört.

## Geschichte
Kleinwusterwitz ist ein Straßendorf wendischen Ursprungs mit einem Anger im Zentrum des Ortes am Abzweig nach Schlagenthin. 
Der Ort Kleinwusterwitz wurde als „Lüttekin Wousterwitcze“ um 1400 erstmals urkundlich erwähnt.
Am 30. September 1928 wurde der Gutsbezirk Kleinwusterwitz mit der Landgemeinde Kleinwusterwitz vereinigt. Kleinwusterwitz war bis zur Gründung von Demsin am 1. Juli 1950 eine eigenständige Gemeinde.  
Nach Auflösung der Gemeinde Demsin am 1. Januar 2010 wurde Kleinwusterwitz ein Ortsteil Jerichows.

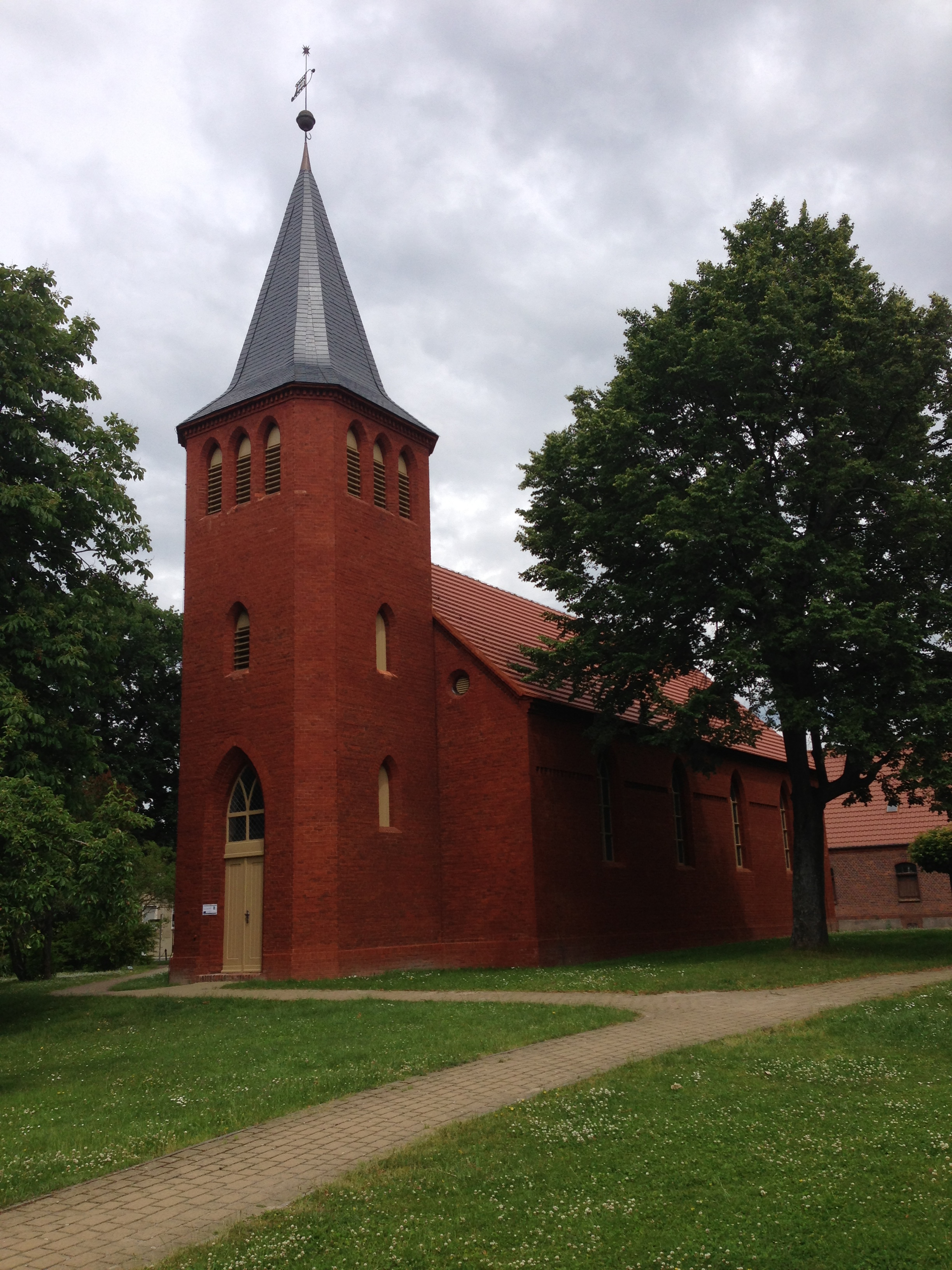
Dorfkirche – Ansicht von Westen mit Turm

## Bauwerke
- Dorfkirche Kleinwusterwitz, neugotische Backsteinkirche von 1838 nach von Karl Friedrich Schinkel redigierten Plänen
- Das Dorfgemeinschaftshaus, eine umgebaute ehemalige Scheune, liegt direkt neben der Kirche am Dorfanger und wird für Dorffeste und private Feiern genutzt.